# ひとり旅 (松本清張)
『ひとり旅』（ひとりたび）は、松本清張の短編小説およびエッセイ。同じ題の作品であるが、両者に内容上直接の繋がりはなく、独立した作品となっている。

## 短編小説「ひとり旅」
『別冊文藝春秋』1954年7月号に掲載され、1987年6月に短編集『延命の負債』収録の1作として、角川文庫より刊行された。

### あらすじ
九州に生まれた田部正一は、早くから、遠い旅をしたいと思い、一種の憧れをもっていたが、紀行文をよむことや、地図をみて愉しむこと以上に出なかった。幼い時から貧乏に育った田部は、金のかかる旅行など縁のないことと諦めていた。
職と家を失った田部は、大分県の亡妻の実家に身を寄せて、仕方なく百姓の手伝いなどしていたが、買物籠の製造業者の杉岡に外交の仕事を持ちかけられ、旅が出来る仕事という魅力に激しく気持を動かした。広島、柳井、大津、飛鳥路など、時間をぬすんで出来るだけ知らぬ土地を観て歩き、田部は年少から旅したい心をかなり満足させた。
しかし、次第に月日に馴れると田部はこのような旅の仕方にある焦燥を感じはじめた。商用のわずかな時間をぬすむ自由のない卑屈さが嫌になった。もっと自分だけの縛られない身体で行ける気儘な、自由自在の旅が欲しかった。田部はこの仕事をつづける興味をなくした。
三年の後、名古屋のある相互銀行の外務係になっていた田部は、契約の実績でかなりの存在になっていたが、洋裁店を営む遠藤ユキに貸付のことで便利を図って以来、ユキは田部に契約を何口か世話してくれた。ユキは夫と別居していたが、女手一つの店は容易でなく、苦しさから金の融通をたのむユキに、田部も無下に断りかね、田部の手から給付の名目で金が出ていくことになった。田部は味気ない独居に帰るよりも、ユキの家に足を向けることが多くなった。家庭的な部屋に坐るのが心に和めた。ユキは夫と正式に別れて、田部と一緒になろうといった。
この時になって、ユキと別居の夫が女と手を切ったといって家に帰り、田部との関係を白状せよと責めた。田部は地獄を感じた。それに、田部の社内の監査が急に厳しくなり、田部がユキに出した不正貸付が早かれ晩かれ摘発される見込となった。田部とユキとは、どちらともなくいい合せ、夜の下り急行で西へ向かう。

### エピソード
- 小説家の宮部みゆきは「現代社会は、孤独を嫌いますね。一人でいることはひたすらカッコ悪く、恥ずべきことのように喧伝されています。ホントにそうでしょうか。「他人はみんな自分より満ち足りている」と思いがちな現代の私たちにとって、「ひとり旅」は苦い頓服です」と述べている[1]。

## エッセイ「ひとり旅」

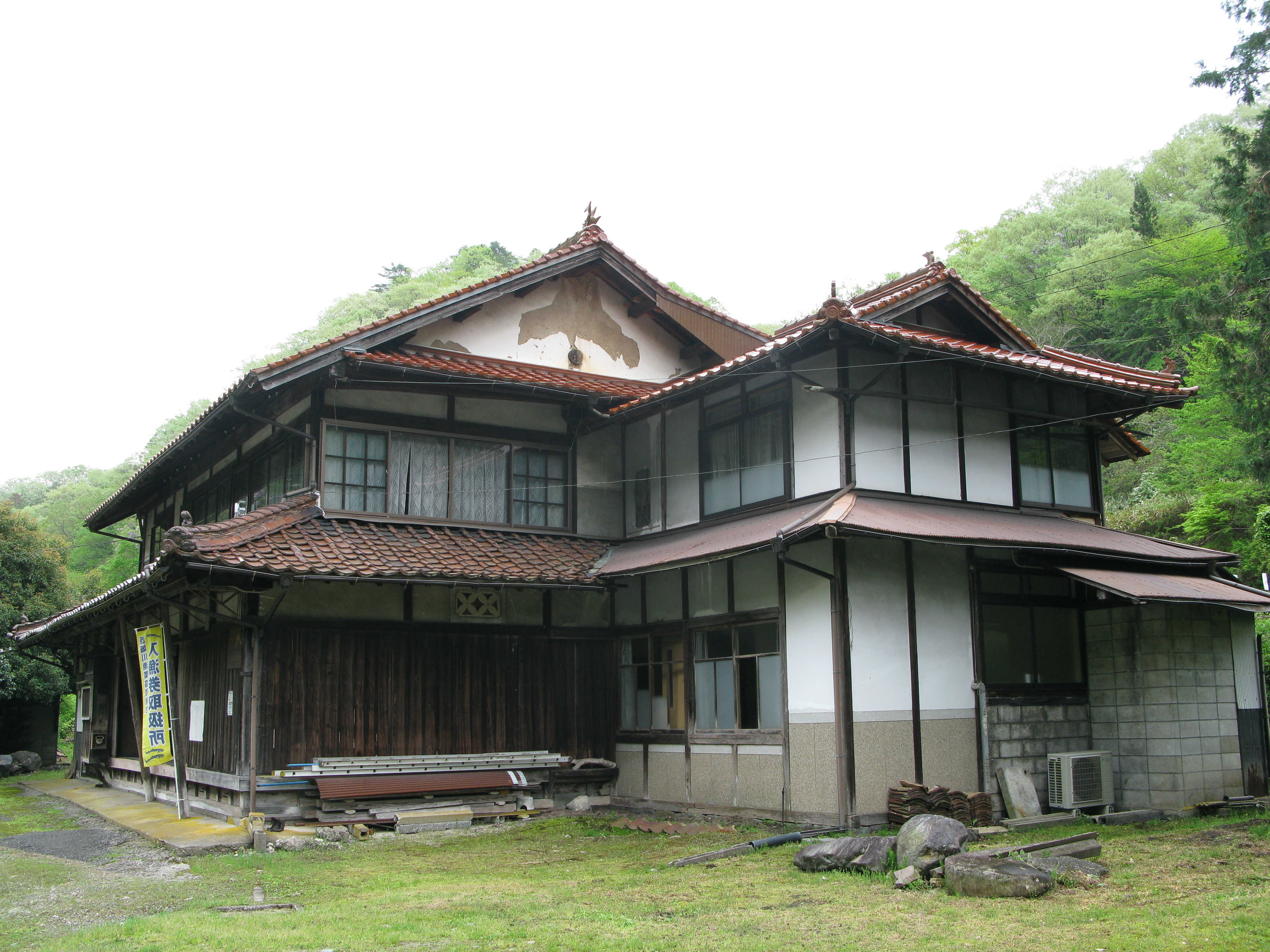
備後落合駅駅前の大原旅館跡。松本清張は1948年に同旅館に宿泊した

雑誌『旅』1955年4月号に掲載された。「芸備線の一夜」と「九州路」の2節から成る。
「芸備線の一夜」では、1948年に広島に来たついでに芸備線経由で清張の父・峯太郎の故郷に向かう道程が描かれ、「備後落合という所に泊った（中略）。朝の一番で木次線で行くという五十歳ばかりの夫婦が寝もやらずに話し合っている。出雲の言葉は東北弁を聞いているようだった。その話声に聞き入っては眠りまた話し声に眼が醒めた。笑い声一つ交えず、めんめんと朝まで語りつづけている」と描くこの経験は、のちに『砂の器』の着想に生かされたと推定されている。
この時に清張が宿泊した「大原旅館」は営業していないが、備後落合駅前に建物が現存している。

### 書誌情報
- 井上靖著 永井利彦編『随筆 旅』（1956年、六月社）
- 生活の随筆8『閑』（1962年、筑摩書房）
- 『松本清張研究』第三号（2002年、北九州市立松本清張記念館）